# Fraginal
Fraginal (aragonesisch O Fraixinal) ist ein spanischer Ort in den Pyrenäen in der Provinz Huesca der Autonomen Gemeinschaft Aragonien. Fraginal gehört zur Gemeinde Jaca. Das Dorf mit fünf Einwohnern im Jahr 2015 liegt auf 800 Meter Höhe.